# Herbert Dörenberg
Herbert Dörenberg (* 27. August 1945 in Waldniel) ist ein deutscher Fußballtrainer und ehemaliger Fußballprofi.

## Leben
Herbert Dörenberg erlernte zunächst den Beruf des Elektrikers und wurde danach an der Sporthochschule Köln zum Sportlehrer ausgebildet. An der TH Darmstadt studierte er die Fächer Politik und Sport für das Höhere Lehramt. In den Schuldienst trat er 1967 ein und unterrichtete bis zum Eintritt in den Ruhestand im Sommer 2006. Da er während des Studiums und als Lehrer beim SV Darmstadt 98 Fußball spielte, könnte man ihn als den typischen „Feierabendprofi“ der damaligen Zeit bezeichnen.

## Vereinskarriere
Der Mittelfeldspieler Dörenberg  spielte in seiner Jugend und in seinen ersten Seniorenjahren beim SC Waldniel, bevor er zum SC Opel Rüsselsheim in die Regionalliga wechselte. Mit dem SV Darmstadt 98 spielte er von 1974 bis 1978 in der 2. Fußball-Bundesliga Süd, feierte dort mit seinem Club 1978 die Meisterschaft und den Aufstieg in die Fußball-Bundesliga, wechselte anschließend jedoch zum VfR Bürstadt in die Hessenliga, bei dem er seine aktive Karriere beendete.

## Trainerkarriere
Dörenbergs erste Station als Trainer (Saison 1979/80) war das Team des VfR Bürstadt, mit dem ihm der Aufstieg in die 2. Fußball-Bundesliga Süd gelang. 
Ab 1980 war er für den 1. FSV Mainz 05 verantwortlich. Obwohl dort Meister 1981, blieb ihm ein erneuter Aufstieg in die 2. Bundesliga verwehrt, weil ausgerechnet in jener Saison diese Liga auf eine Staffel reduziert wurde und der Aufstieg in die Zweitklassigkeit deshalb ausgesetzt war.
In den Folgejahren trainierte er die Mannschaften von Eintracht Frankfurt (Amateure), Eintracht Bad Kreuznach, SV Wehen, Sportfreunde Eisbachtal, SV 07 Raunheim sowie jeweils gleich zweimal die der SpVgg Bad Homburg und des FSV Frankfurt. An die Erfolge mit Darmstadt, Bürstadt und Mainz konnte er jedoch nicht mehr anknüpfen.

## Erfolge als Spieler
- Süddeutscher Meister 1973 mit dem SV Darmstadt 98
- Aufstieg in die 2. Bundesliga 1974 mit dem SV Darmstadt 98
- Meister der 2. Liga 1978 und Aufstieg in die 1. Bundesliga 1978 mit dem SV Darmstadt 98
- Aufstieg in die 2. Bundesliga 1979 mit dem VfR Bürstadt 1910

## Erfolge als Trainer
- Aufstieg in die 2. Bundesliga 1979 mit dem VfR Bürstadt 1910
- Südwestmeister 1981 mit dem 1. FSV Mainz 05
- Deutscher Amateurmeister 1982 mit dem 1. FSV Mainz 05
- Südwestpokalsieger 1982 mit dem 1. FSV Mainz 05
- Südwestpokalsieger 1983 mit dem 1. FSV Mainz 05

| Personendaten    | Personendaten                         |
| ---------------- | ------------------------------------- |
| NAME             | Dörenberg, Herbert                    |
| KURZBESCHREIBUNG | deutscher Fußballspieler und -trainer |
| GEBURTSDATUM     | 27. August 1945                       |
| GEBURTSORT       | Waldniel                              |